# Skarga (polskie postępowanie sądowoadministracyjne)
Skarga – względnie suspensywny środek prawny inicjujący postępowanie przed wojewódzkim sądem administracyjnym.

## Zakres przedmiotowy skargi
Skarga przysługuje na:
- decyzje administracyjne
- postanowienia wydane w postępowaniu administracyjnym, na które służy zażalenie albo kończące postępowanie, a także na postanowienia rozstrzygające sprawę co do istoty
- postanowienia wydane w postępowaniu egzekucyjnym i zabezpieczającym, na które przysługuje zażalenie[2]
- inne akty lub czynności z zakresu administracji publicznej dotyczące uprawnień lub obowiązków wynikających z przepisów prawa, z wyłączeniem aktów lub czynności podjętych w ramach postępowania administracyjnego określonego w Kodeksie postępowania administracyjnego, postępowań określonych w działach IV, V i VI Ordynacji podatkowej, postępowań, o których mowa w dziale V w rozdziale 1 ustawy z dnia 16 listopada 2016 r. o Krajowej Administracji Skarbowej (Dz.U. z 2025 r. poz. 1131), oraz postępowań, do których mają zastosowanie przepisy powołanych ustaw (np. niektóre czynności materialno-techniczne[3])
- pisemne interpretacje przepisów prawa podatkowego wydawane w indywidualnych sprawach, opinie zabezpieczające i odmowy wydania opinii zabezpieczających
- opinie, o których mowa w art. 119zzl § 1 Ordynacji podatkowej, i odmowy wydania tych opinii
- akty prawa miejscowego organów jednostek samorządu terytorialnego i terenowych organów administracji rządowej
- akty organów jednostek samorządu terytorialnego i ich związków, inne niż określone wyżej, podejmowane w sprawach z zakresu administracji publicznej
- akty nadzoru nad działalnością organów jednostek samorządu terytorialnego
- bezczynność lub przewlekłe prowadzenie postępowania, lub przewlekłe prowadzenie postępowania dotyczących pisemnych interpretacji przepisów prawa podatkowego wydawanych w indywidualnych sprawach, opinii zabezpieczających i odmowy wydania opinii zabezpieczających
- bezczynność lub przewlekłe prowadzenie postępowania w sprawach dotyczących innych niż wyżej wymienione aktów lub czynności z zakresu administracji publicznej dotyczących uprawnień lub obowiązków wynikających z przepisów prawa podjętych w ramach postępowania administracyjnego określonego w Kodeksie postępowania administracyjnego oraz postępowań określonych w działach IV, V i VI Ordynacji podatkowej oraz postępowań, do których mają zastosowanie przepisy powołanych ustaw
- inne czynności poddane kontroli sądów administracyjnych na mocy odrębnych ustaw (np. określone ustawowo orzeczenia dyscyplinarne[3]).

Od 1 czerwca 2017 r. skarga nie przysługuje na decyzję organu odwoławczego o uchyleniu decyzji organu pierwszej instancji i przekazaniu sprawy do ponownego rozpoznania (wydawanej na podstawie art. 138 § 2 Kodeksu postępowania administracyjnego). Od takiej decyzji stronie przysługuje sprzeciw.

## Podmiot uprawniony do wniesienia skargi
Skargę może wnieść:
- podmiot mający w tym interes prawny
- prokurator
- Rzecznik Praw Obywatelskich
- Rzecznik Praw Dziecka
- organizacja społeczna w zakresie jej statutowej działalności, w sprawach dotyczących interesów prawnych innych osób, jeżeli brała udział w postępowaniu administracyjnym
- inny podmiot, któremu ustawy przyznają prawo do wniesienia skargi.

## Sąd właściwy do rozpoznania skargi
W myśl art. 13 § 2 Prawa o postępowaniu przed sądami administracyjnymi skargę rozpoznaje wojewódzki sąd administracyjny, na którego obszarze właściwości ma siedzibę organ administracji publicznej, którego działalność lub bezczynność została zaskarżona. Sąd z urzędu bada swoją właściwość, a jeżeli stwierdzi, że jest niewłaściwy, jest zobowiązany przekazać skargę sądowi właściwemu.

## Wymogi formalne skargi
Skargę można wnieść po wyczerpaniu środków zaskarżenia, jeżeli służyły one skarżącemu w postępowaniu przed organem właściwym w sprawie. Nie dotyczy to prokuratora, Rzecznika Praw Obywatelskich lub Rzecznika Praw Dziecka. Przez wyczerpanie środków zaskarżenia należy rozumieć sytuację, w której stronie nie przysługuje żaden środek zaskarżenia, taki jak zażalenie, odwołanie lub ponaglenie, przewidziany w ustawie. Jeżeli stronie przysługuje prawo do zwrócenia się do organu, który wydał decyzję z wnioskiem o ponowne rozpatrzenie sprawy, strona przed wniesieniem skargi nie musi takiego wniosku składać. Nie dotyczy to decyzji wydanych przez konsula. Skargę można wnieść w formie dokumentu elektronicznego przez elektroniczną skrzynkę podawczą.
Skargę wnosi się w terminie trzydziestu dni od dnia doręczenia skarżącemu rozstrzygnięcia w sprawie albo pisemnej interpretacji przepisów prawa podatkowego wydawanej w indywidualnych sprawach, opinii zabezpieczającej albo odmowy wydania opinii zabezpieczających. Jeżeli ustawa nie przewiduje środków zaskarżenia w sprawie będącej przedmiotem skargi, skargę na akty lub czynności, wnosi się w terminie trzydziestu dni od dnia, w którym skarżący dowiedział się o wydaniu aktu lub podjęciu innej czynności. W przypadku innych aktów, jeżeli ustawa nie przewiduje środków zaskarżenia w sprawie będącej przedmiotem skargi i nie stanowi inaczej, wniesienie skargi jest możliwe w dowolnej chwili. Jeżeli skarga dotyczy bezczynności lub przewlekłego prowadzenia postępowania, skarga jest dopuszczalna po uprzednim wniesieniu ponaglenia. Prokurator, Rzecznik Praw Obywatelskich lub Rzecznik Praw Dziecka korzystają z uprzywilejowania w zakresie terminu (6 miesięcy od dnia doręczenia stronie rozstrzygnięcia w sprawie indywidualnej, a w pozostałych przypadkach w terminie sześciu miesięcy od dnia wejścia w życie aktu lub podjęcia innej czynności uzasadniającej wniesienie skargi).
Skarga powinna spełniać wymogi formalne przewidziane dla każdego pisma procesowego, a także zawierać:
- wskazanie zaskarżonej decyzji, postanowienia, innego aktu lub czynności
- oznaczenie organu, którego działania, bezczynności lub przewlekłego prowadzenia postępowania skarga dotyczy
- określenie naruszenia prawa lub interesu prawnego[10].

Skarga może być rozpatrzona przez sąd, jeśli skarżący uiści wpis. Jednakże m.in. prokurator, Rzecznik Praw Obywatelskich i Rzecznik Praw Dziecka nie muszą wykonywać tego obowiązku. Sąd może również od niego zwolnić skarżącego. Wpis może być stały albo stosunkowy. Wysokość tego drugiego zależy od wartości przedmiotu zaskarżenia wyrażoną sumą pieniężną.

## Wniesienie skargi i jej cofnięcie
Skargę wnosi się nie bezpośrednio do sądu, lecz za pośrednictwem organu, którego skarga dotyczy. Organ ten w ciągu 30 dni od dnia jej otrzymania powinien przekazać sądowi akta i odpowiedź na skargę. Organ może jednak w tym samym terminie uwzględnić samodzielnie skargę w całości. Jeżeli organ nie wykona powyższych obowiązków związanych z wniesieniem skargi, sąd może go ukarać grzywną, jeżeli skarżący o to wystąpi.
Wniesienie skargi nie skutkuje z mocy prawa wstrzymaniem wykonania zaskarżonego aktu lub czynności. Organ, który wydał decyzję lub postanowienie, może wstrzymać, z urzędu lub na wniosek skarżącego, ich wykonanie w całości lub w części, chyba że zachodzą przesłanki, od których w postępowaniu administracyjnym uzależnione jest nadanie decyzji lub postanowieniu rygoru natychmiastowej wykonalności albo, gdy ustawa szczególna wyłącza wstrzymanie ich wykonania. Można także wstrzymać wykonanie aktów lub czynności z zakresu administracji publicznej dotyczących uprawnień lub obowiązków wynikających z przepisów prawa, a także uchwał organów jednostek samorządu terytorialnego, aktów prawa miejscowego, które jeszcze nie zaczęły obowiązywać. Zgodnie z art. 61 § 3 Prawa o postępowaniu przed sądami administracyjnymi po przekazaniu sądowi skargi sąd może na wniosek skarżącego postanowić o wstrzymaniu wykonania w całości lub w części aktu lub czynności, jeżeli zachodzi niebezpieczeństwo wyrządzenia znacznej szkody lub spowodowania trudnych do odwrócenia skutków, z wyjątkiem przepisów prawa miejscowego, które weszły w życie, chyba że ustawa szczególna wyłącza wstrzymanie ich wykonania
Skarżący ma prawo cofnąć skargę. Takie działanie jest wiążące dla sądu. Art. 60 Prawa o postępowaniu przed sądami administracyjnymi przewiduje jednak, że nie dopuszcza się cofnięcia, jeżeli zmierza ono do obejścia prawa lub spowodowałoby utrzymanie w mocy aktu lub czynności dotkniętych wadą nieważności.

## Odrzucenie skargi i merytoryczne orzeczenia w jej sprawie
Sąd odrzuci skargę, wydając postanowienie, jeżeli:
- sprawa nie należy do właściwości sądu administracyjnego
- skargę wniesiono po upływie terminu do jej wniesienia (chyba że przywrócono termin)
- nie uzupełniono w wyznaczonym terminie braków formalnych skargi
- sprawa objęta skargą pomiędzy tymi samymi stronami jest w toku lub została już prawomocnie osądzona
- jedna ze stron nie ma zdolności sądowej albo jeżeli skarżący nie ma zdolności procesowej, a nie działa za niego przedstawiciel ustawowy albo jeżeli w składzie organów jednostki organizacyjnej będącej stroną skarżącą zachodzą braki uniemożliwiające jej działanie
- interes prawny lub uprawnienie wnoszącego skargę na uchwałę lub akt prawa miejscowego, lub inny akt organu jednostki samorządu terytorialnego nie zostały naruszone stosownie do wymagań przepisu szczególnego
- z innych przyczyn wniesienie skargi jest niedopuszczalne[15].

Nie odrzuca się skargi z powodu niewłaściwości sądu, jeżeli w tej sprawie sąd powszechny uznał się za niewłaściwy.
Jeżeli skarga nie jest merytorycznie uzasadniona, sąd wydaje wyrok oddalający skargę. W przeciwnym wypadku sąd skargę uwzględnia. W tej sytuacji orzeczenie także przybiera formę wyroku. W przypadku skarg dotyczących decyzji albo postanowień sąd uchyla wówczas te akty administracyjne, stwierdza ich nieważność albo ich wydanie z naruszeniem prawa, jeżeli uzna, iż takie rozstrzygnięcie powinno zapaść według właściwych przepisów o postępowaniu administracyjnym. Dopuszcza się rozstrzygnięcie także co do części aktu. Uchylenie aktu administracyjnego następuje, jeżeli sąd stwierdzi:
- naruszenie prawa materialnego, które miało wpływ na wynik sprawy
- naruszenie prawa dające podstawę do wznowienia postępowania administracyjnego
- inne naruszenie przepisów postępowania, jeżeli mogło ono mieć istotny wpływ na wynik sprawy[3].